# Lionel Chee
Lionel Chee (4 agosto 1931) è un ex nuotatore e pallanuotista singaporiano, che ha partecipato alle Olimpiadi estive di Melbourne 1956, gareggiando nel torneo di pallanuoto.
Gli è stato dato l'onore di portare la bandiera nazionale di Singapore alla cerimonia di apertura delle Olimpiadi estive del 1956 a Melbourne, diventando l'ottavo giocatore di pallanuoto ad essere un portabandiera alle cerimonie di apertura e chiusura delle Olimpiadi.
Cinque volte medaglia ai Giochi Asiatici. È stato due volte secondo nella pallanuoto (1951 e 1958) e tre volte è salito sul podio nelle gare di nuoto. Ha vinto l'oro nella staffetta 4 × 100 m stile libero nel 1951, oltre a due argenti, tra cui la staffetta mista 3 × 100 m (1951) e la staffetta 4 × 200 m stile libero (1954).